# Masashi Ohuchi
Masashi Ohuchi (28 de setembro de 1943, em Koriyama – 6 de junho de 2011) foi um halterofilista do Japão.
Masashi Ohuchi ganhou medalha de bronze nos Jogos Olímpicos de 1964 e medalha de prata nos Jogos de 1968, na categoria até 75 kg.
Ele foi campeão mundial em 1969, com 487,5 kg no total (152,5 kg no desenvolvimento [movimento-padrão abolido em 1973), 152,5 no arranque e 182,5 no arremesso), na categoria até 82,5 kg.
Quadro de resultados
| Ano  | Posição | Competição                             | Classe de peso | Marca                        |
| 1964 | 3.      | Jogos Olímpicos e Campeonato Mundial * | –75 kg         | 437,5 (140+135+162,5)        |
| 1964 | 1.      | Jogos Asiáticos em Bangkok             | –67,5 kg       |                              |
| 1968 | 2.      | Jogos olímpicos e Campeonato Mundial * | –75 kg         | 455 kg (140+140+175)         |
| 1969 | 1.      | Campeonato Mundial em Varsóvia         | -82,5 kg       | 487,5 kg (152,5+152,5+182,5) |
| 1970 | 1.      | Jogos Asiáticos em Bangkok             | -82,5 kg       |                              |

*Os Jogos Olímpicos de 1964 e de 1968 contaram como Campeonato Mundial de Halterofilismo também.

Quadro de recordes
Masashi Ohuchi definiu oito recordes mundiais ao longo de sua carreira — seis no arranque e dois no total combinado.
| Data | Disciplina | Marca    | Classe de peso | Lugar            |
| ---- | ---------- | -------- | -------------- | ---------------- |
| 1965 | Arranque   | 141,5 kg | -75 kg         | Osaka            |
| 1965 | Total      | 452,5 kg | -75 kg         | Osaka            |
| 1966 | Arranque   | 142,5 kg | -75 kg         | Ohita            |
| 1966 | Total      | 455 kg   | -75 kg         | Bangkok          |
| 1967 | Arranque   | 145 kg   | -75 kg         | Yufin            |
| 1967 | Arranque   | 149 kg   | -82,5 kg       | Esaki            |
| 1968 | Arranque   | 150 kg   | -82,5 kg       | Cidade do México |
| 1969 | Arranque   | 152,5 kg | -82,5 kg       | Varsóvia         |